# Ana María Penas
Ana María Penas, född den 21 december 1971 i Pontevedra, Spanien, är en spansk kanotist.
Hon tog bland annat VM-guld i K-1 200 meter i samband med sprintvärldsmästerskapen i kanotsport 2011 i Szeged.